# کووت (کارولینای شمالی)
کووت (به انگلیسی: Coats) شهری در ایالت کارولینای شمالی کشور ایالات متحده آمریکا است که جمعیت آن در سرشماری سال ۲۰۱۰ میلادی، ۲٬۱۱۲ نفر بوده‌است.